# Gustav Lindh
Pour les articles homonymes, voir Lindh.
Gustav Lindh, né le 4 juin 1995, est un acteur suédois,.  

## Liminaire
Il est surtout connu pour ses rôles d'Aron dans Älska mig et de Jörgen Olsson dans Jordskott. Il est connu internationalement pour son rôle dans Dronningen. En 2020, il joue un rôle dans le film Viaplay Orca.

## Filmographie partielle

### Au cinéma
- 2015 : The Circle, chapitre 1 : les élues
- 2016 : Beck - Steinar (sv)
- 2017 : Vilken jävla cirkus (sv)
- 2019 : Dronningen
- 2020 : Orque (sv)
- 2020 : Riders of Justice (Retfærdighedens ryttere)
- 2022 : The Northman

### À la télévision
- 2016 : Springfloden (Spring Tide)
- 2016-2017 : Jordskott  (série télévisée)
- 2018 : Maria Wern  (série télévisée, épisode Viskningar i vinden)
- 2018 : Stockholm Requiem (Sthlm Rekviem) (série télévisée)
- 2018 : De dagar som blommorna blommar (sv)  (série télévisée)
- 2019 : Älska mig (sv)  (série télévisée)
- 2020 :

Top Dog (sv) (série télévisée)
- 2020 : Björnstad (sv)  (série télévisée)
- 2022 : The Dark Heart (Mörkt hjärta)

## Récompenses et distinctions
- 2021 : Shooting Stars de la Berlinale

- (en) Gustav Lindh: Awards, sur l'Internet Movie Database